# Bác Ba Phi
Bác Ba Phi là một nhân vật trong dân gian được viết thành tiểu thuyết của nhà văn Anh Động. Ông là nhân vật chính trong những câu chuyện kể về cuộc sống sinh hoạt thường ngày nhưng được cường điệu quá đáng (như rắn tát cá, chọi đá làm máy bay rơi, leo cây ớt té gãy chân...) và được trình bày một cách tự nhiên khiến người nghe hoàn toàn bất ngờ và bật cười. Ông là nhân vật cận đại nhất trong lịch sử kho tàng truyện trạng (nói dóc) của văn học Việt Nam.

## Nguyên mẫu cuộc đời
Nhân vật nguyên mẫu của bác Ba Phi là nghệ nhân Nguyễn Long Phi (1884-1964). Ông vốn là một nông dân tại huyện Đầm Dơi, tỉnh Cà Mau, vốn có khiếu kể chuyện rất phong phú và đặc sắc, được nhiều người ưa thích.
Ông sinh năm 1884 tại tỉnh Đồng Tháp, là con trai trưởng trong gia đình có 5 anh em nên nếu gọi đúng phải là Hai Phi. Vì loạn lạc nên cả gia đình phải bỏ xứ đi và cuối cùng dừng chân, lập nghiệp ở tận vùng đất giáp biển Cà Mau. Năm đó Hai Phi chỉ mới được 10 tuổi. Vì gia đình quá nghèo nên từ nhỏ ông phải đi cày thuê để nuôi 8 người em nhỏ. Khi 15 tuổi, mẹ ông qua đời, ông trở thành một lao động chính trong gia đình. Tuy cuộc sống cơ cực, ban ngày phải đi khẩn hoang, cày cuốc ruộng vườn, nhưng đến ban đêm, ông thường tham gia tụ họp đờn ca, và được bà con trong xóm mê tiếng ca và nể trọng tính tình vui vẻ, bộc trực, khẳng khái, đặc biệt là những câu chuyện kể và cách kể truyện lôi cuốn người nghe của ông.
Năm lên 18 tuổi, ông Hai Phi bị Pháp bắt đi làm phu, rồi sau đó bị đưa sang nước ngoài làm lính lê dương. Được mấy năm thì ông trốn về Thái Lan, rồi lần mò về rừng U Minh này sống cho đến khi qua đời.
Vốn làm tá điền cho Hương quản Tế - một điền chủ giàu có vùng Bảy Ghe, ông được Hương quản Tế hứa gả cô con gái là Ba Lữ với điều kiện phải làm công trong 3 năm. Nhờ sức chịu thương chịu khó, nên sau 3 năm thì ông cưới được vợ. Hương quản Tế rất yêu thương người con rể này và đã cắt chia cho vợ chồng Hai Phi khá nhiều đất. Cộng với sự cần cù sẵn có, ông đã ra sức khai khẩn phần đất được chia thành đồng ruộng cò bay thẳng cánh. Kể từ lúc cưới vợ, mọi người đều gọi ông căn cứ vào thứ của vợ nên cái tên Ba Phi xuất hiện và chết danh cho đến bây giờ.
2 người lấy nhau một thời gian mà không có con, vì vậy bà Ba Lữ đã đứng ra cưới vợ hai cho chồng. Bà này sinh được một người con trai là Nguyễn Tứ Hải. Không rõ vì lý do gì mà khi Nguyễn Tứ Hải mới 3 tuổi, bà đã gửi con cho chồng rồi về quê ở Mỹ Tho cho đến lúc qua đời. Ông Nguyễn Tứ Hải về sau lập gia đình với bà Nguyễn Thị Anh, sinh hạ một người con trai – cháu đích tôn của bác Ba Phi – tên là Nguyễn Quốc Trị. Trong những câu chuyện của bác Ba Phi thì đây chính là nhân vật thằng Đậu nổi tiếng. Và cũng có thành ngữ "Tệ như vợ (thằng) Đậu" được dùng để chỉ những người vụng về.
Về sau bác Ba Phi cưới thêm vợ ba. Bà tên Chăm, là người Khmer. Bà sinh được 2 đứa con gái.
Bác Ba Phi qua đời tại rừng U Minh Hạ, nay là ấp Lung Tràm, Khánh Hải, Trần Văn Thời, Cà Mau. Phần mộ của ông được đặt giữa 2 ngôi mộ của bà Ba Lữ và bà Chăm. Hiện nay, khu nhà và mộ phần của bác Ba Phi được đề xuất xây dựng thành tuyến du lịch văn hóa của tỉnh Cà Mau.

## Những nét đặc sắc văn học
Bác Ba Phi thuộc lớp hậu duệ của những tiền nhân đi khai mở đất rừng U Minh. Cả quãng đời, mà đặc biệt là thời tuổi trẻ của bác Ba Phi, là quá trình khai phá đất rừng U Minh nguyên sinh, vốn rất hào phóng mà cũng lắm khắc nghiệt. Với tinh thần khai phá, tính lạc quan yêu đời, thế giới quan của ông hiện ra thật sinh động và đáng yêu.
Những câu chuyện kể của ông, truyện nào cũng mang lại cho người nghe trước hết là tiếng cười sảng khoái, mượt mà âm sắc trào lộng, rất đặc hiệu Ba Phi, đồng thời nó còn ẩn chứa tính hào hùng của lớp người đi mở đất, tính cách đặc trưng Nam Bộ, lòng yêu thương thiên nhiên và con người.
Cho đến tận ngày ông qua đời, không có một văn bản nào chính thức có ghi chép lại những câu chuyện do ông kể, kể cả người trong thân tộc ông. Những câu chuyện kể của bác Ba Phi là những câu chuyện truyền miệng. Tuy nhiên, nó cũng đầy đủ hình thức cấu trúc văn học: mở đề, thắt nút và kết thúc. Một mặt, nó cũng hao hao một loại tiểu thuyết chương hồi rút gọn, dù có đảo lộn trật tự thế nào cũng giữ được ý nghĩa và tính xuyên suốt của những câu chuyện kể độc lập.
Những câu chuyện của bác Ba Phi, do tính chất "truyền miệng", vì vậy thường bị "biên tập" hoặc "hiệu chỉnh" lại trong quá trình câu truyện "lưu lạc". Thêm vào đó, cũng có không ít những câu chuyện do người khác sáng tác, nhưng vẫn lấy danh xưng bác Ba Phi.

## Một số câu chuyện của bác Ba Phi

### Nếp dẻo
"Gần tết năm đó, bác Ba Phi cùng cháu ông và con chó mực đi đến nhà ông Hai Móm ở đầu xóm chơi. Thấy khách đến nhà, nên ông Hai Móm mới lấy bánh ít lên đãi khách. Vì là chủ nhà nên ông ăn trước, nhưng khi ông Hai ăn bánh thì không thấy nói gì nữa mà chỉ ra hiệu cho bác Ba Phi ăn bánh. Do bánh ít quá dính nên bác Ba Phi phải gỡ một lúc mới ra, nhưng mạnh tay quá làm văng luôn miếng bánh dính lên cây cột nhà. Con chó mực thấy vậy liền nhảy lên táp miếng bột. Tức thì con chó dính luôn lên cây cột. Ông Hai thấy vậy mắc cười quá, cười phá lên làm văng luôn miếng bánh trong miệng ra. Miếng bánh văng trúng luôn bàn thờ kèm theo là hàm răng giả của ông Hai, con chó thấy vậy bay qua táp miếng bánh trên tủ thờ và táp luôn hàm răng giả của ông Hai Móm".

### Cọp xay lúa
"Đêm hôm đó, lúc tôi đang xay lúa, bỗng nghe hơi cọp, liền biết "ông thầy" đang rình bên ngoài. Nhờ biết trước, tôi vừa xay lúa vừa thủ thế. Quả nhiên, trong chớp mắt cọp nhào vô chụp tôi. Tôi liền né sang bên. Cọp lỡ đà vướng hai chân trước vào giằng xay. Thế là nó sa đà theo vòng quay của cái cối đang quay. Thấy vậy, tôi hối "Bả" xúc lúa đổ vào cối. Đợi cho tới lúc cọp xay hết 20 giạ lúa, tôi liền hét lên một tiếng thật to: "Cọp"! Nó hoảng quá, đâm đầu chạy tuốt ra rừng. Từ đó về sau cọp "bỏ tật" bắt người ăn thịt".

### Câu ếch
"Năm rồi, trời sa mưa đầu mùa, ếch kêu khắp bốn phía, đâu đâu cũng có tiếng "uệch uệch". Chỉ riêng trong vườn nhà tôi có một tiếng ếch rất đặc biệt, nó kêu đến cảm thấy thèm ăn thịt ếch mà ngủ không yên. Tôi biết đây là loại "ếch bà".
Sáng hôm sau, tôi bắt một con vịt mới nở làm mồi, trong khi tôi thả con mồi chưa tới mặt nước thì con ếch từ trong hang ló ra; nó lắc đầu lia lịa rồi ngồi chờ ở miệng hang.
Tôi biết con ếch này đòi ăn mồi lớn, tôi bắt con vịt mái đẻ ra câu. Vừa trông thấy con mồi, con ếch gật đầu liên tiếp mấy cái rồi hớp nước súc miệng. Xong, ếch khoát tay ra hiệu cho tôi thả con vịt mái xuống. Thế là ếch đưa hai tay ra đón con mồi đưa thẳng vào miệng.
Đợi cho ếch nuốt mồi xong, tôi giật mạnh một phát. Té ra, hàng cau của tôi gãy liền một lúc đến 3 cây, con ếch thì vẫn nằm yên tại chỗ. Còn sợi nhợ câu lúc này căng thẳng tối đa. Thấy vậy, tôi ngồi xuống khảy vào sợi nhợ ấy mà ca luôn 6 câu vọng cổ".